# Chloroclydon
Chloroclydon is een geslacht van vlinders van de familie spanners (Geometridae), uit de onderfamilie Ennominae.

## Soorten
- C. graphica Bartlett-Calvert, 1890
- C. rinodaria Felder, 1874